# Czeretenka
Czeretenka (biał. Чарацянка, Czaracianka; ros. Черетянка, Czerietianka; pol. hist. Czercionek) – wieś na Białorusi, w obwodzie homelskim, w rejonie żytkowickim, w sielsowiecie Rudnia, w pobliżu Żytkowicz.

## Historia
W XIX i w początkach XX w. położona była w Rosji, w guberni mińskiej, w powiecie mozyrskim. Opisywana była wówczas jako miejscowość zapadła i błotnista.
Po I wojnie światowej pod administracją polską, w Zarządzie Cywilnym Ziem Wschodnich, w okręgu brzeskim, w powiecie mozyrskim. W wyniku postanowień traktatu ryskiego znalazła się w granicach Związku Sowieckiego. Od 1991 w niepodległej Białorusi.